# Mandataire judiciaire
En droit français, un mandataire judiciaire est une personne nommée par le tribunal de commerce pour représenter les  créanciers dont les salariés du personnel de l'entreprise, les fournisseurs, le Trésor Public, etc. Il est nommé en début de procédure de redressement judiciaire, tout comme l'administrateur judiciaire. Il n'est en rien garant de la survie ou de la continuité de l'entreprise, puisqu'au contraire il « contribue au réemploi rapide des ressources humaines et économiques dont il a la charge ». 
En cas de difficulté trop forte de l'entreprise et de son incapacité à faire face à ses paiements, le mandataire judiciaire peut recommander au tribunal un plan de cession voire une liquidation. En cas de liquidation, le mandataire judiciaire devient le liquidateur judiciaire, qui se rapproche alors de l'Official Receiver anglais. C'est donc une des nombreuses spécificités du droit français : il n'existe rien de tel aux États-Unis par exemple. 
Les mandataires judiciaires sont régis par l'arrêté du 18 juillet 2018 portant approbation des règles professionnelles établies par le Conseil national des administrateurs judiciaires et des mandataires judiciaires.

## Conditions d'accès à la formation
L’accès à la profession n’est possible que pour les personnes remplissant les conditions suivantes : 
- Être français ou ressortissant d'un État membre de la Communauté européenne ou d'un État partie à l'accord sur l'Espace économique européen ;
- N'avoir pas été l'auteur de faits contraires à l'honneur ou à la probité ayant donné lieu à une condamnation pénale ;
- N'avoir pas été l'auteur de faits de même nature ayant donné lieu à une sanction disciplinaire ou administrative de destitution, de radiation, de révocation, de retrait d'agrément ou de retrait d'autorisation ;
- N'avoir pas été frappé de faillite personnelle ou d'une des mesures d'interdiction ou de déchéance prévues au chapitre V du titre II du livre VI du présent code, au titre VI de la loi no 85-98 du 25 janvier 1985 relative au redressement et à la liquidation judiciaires des entreprises ou, dans le régime antérieur à cette loi, au titre II de la loi no 67-563 du 13 juillet 1967 sur le règlement judiciaire, la liquidation des biens, la faillite personnelle et les banqueroutes ;

Depuis l'arrêté du 7 mars 2017 relatif à l’accès aux professions d’administrateur judiciaire, et de mandataire judiciaire, est prévu deux voies d’accès :
- la voie dite « classique » qui impose d’être titulaire d’un diplôme de niveau bac +4 dans le secteur du droit, de l’économie et de la gestion.

Il faut réussir l'examen d'accès au stage professionnel comportant 6 épreuves écrites en droit et comptabilité et une épreuve orale. En général, dix candidats sont admis (l'examen ne peut pas être présenté plus de 3 fois). Puis, les lauréats accomplissent le stage professionnel, rémunéré auprès d'un maître de stage  mandataire judiciaire lui-même, pendant une période 3 ans minimum.
Enfin, les stagiaires passent un examen professionnel d'aptitude aux fonctions de mandataire judiciaire. Les futurs mandataires doivent également rendre un rapport de stage et passer un examen final qui comporte 8 épreuves écrites et orales et qui ne peut être présenté que deux fois. 
- la voie dite « master » destinée aux titulaires du diplôme de master mention « administration et liquidation des entreprises en difficulté » et qui justifient d’un stage de 30 mois ou d’une expérience professionnelle définie aux articles R.811-28-1 et R.812-18-1 du  Code du commerce.

Pour exercer, les futurs mandataires doivent ensuite déposer un dossier auprès d'un tribunal et prêter serment.
L’accès à la profession est subordonné, pour les mandataires judiciaires (également pour les administrateurs judiciaires), à l’inscription sur une liste établie par la commission nationale d’inscription et de discipline dont la loi donne la composition. Le Conseil national des administrateurs et des mandataires judiciaires est appelé à donner son avis sur toute nouvelle inscription.
La liste nationale est divisée en « sections » correspondant au ressort de chaque cour d’appel ; les personnes inscrites sur la liste ont vocation à exercer leurs fonctions sur l’ensemble du territoire.

### La procédure de sa mission

#### Représenter les créanciers
À l'ouverture d'un dossier de procédure collective, le Tribunal de commerce désigne un mandataire judiciaire. Les tiers sont informés de l'identité du mandataire judiciaire.Il est alors chargé de représenter les créanciers par exemple une entreprise dans l'incapacité de payer ses dettes peut être placée en redressement judiciaire par le tribunal de commerce ou de grande instance, à la demande des créanciers (salariés, clients, fournisseurs, banques...) représentés par le mandataire judiciaire. Ce dernier analyse les comptes, épluche les factures, vérifie le montant exact des dettes pour proposer des solutions de remboursement. Le mandataire judiciaire a pour but de préserver les droits financiers des salariés et de réaliser les actifs des entreprises en liquidation judiciaire au profit des créanciers.
Tout d'abord le mandataire accompagne le chef d’entreprise,durant toute la période d’observation.Il invite alors par la suite les créanciers à déclarer leur créance respective et vérifie le montant exact des dettes, fixé ensuite par le juge-commissaire. Il les consulte sur les propositions de règlement émises par l'entreprise ou son administrateur en donnant son avis. 
Enfin, le Mandataire judiciaire donne son avis au Tribunal sur la solution, reçoit les propositions de plans de sauvegarde ou de redressement intéressantes, les communique ensuite aux créanciers et recueille l'avis de ces créanciers et du tout dresse un rapport au Tribunal à qui revient la décision.

#### Procéder à la liquidation
Si les tentatives de redressement ont échoué, le tribunal ordonne la liquidation judiciaire de la société. Le mandataire (appelé alors liquidateur) procède à la vente des biens de l'entreprise, de l'artisan ou du commerçant, aux enchères ou à l'amiable. Il gère les licenciements et règle les sommes dues aux créanciers en fonction de leur rang (salariés, Trésor public, propriétaires des murs, créanciers nantis...). Lorsqu'un repreneur a été accepté par le tribunal, le mandataire procède à la cession de l'entreprise avec reprise partielle ou totale des salariés. Le liquidateur agit sous le contrôle d'un juge-commissaire, du procureur de la République et d'un commissaire aux comptes.

#### Vérifier les responsabilités
Collaborant, au cours de ses missions, avec tous les acteurs de la procédure (juges, patrons, créanciers, banques, salariés…), le mandataire apporte au juge sa connaissance du terrain et des dossiers. S'il constate des faits susceptibles d'engager la responsabilité pénale, ou civile, d'un  des dirigeants (faute de gestion, faillite personnelle, etc.), il doit saisir le procureur de la République.

### Les qualités requises

#### Spécialisé en droit et autres compétences
Outre des connaissances approfondies en droit commercial (bail commercial), civil, social, fiscal, ce métier exige des compétences complémentaires en gestion, en finance, et plus particulièrement en comptabilité.

#### Humain et diplomate
Le mandataire judiciaire doit faire preuve d'une grande capacité d'écoute et d'adaptation pour gérer, au mieux, des situations critiques. Ses décisions, lourdes de conséquences, doivent être expliquées à ses interlocuteurs et acceptées. Tact, diplomatie, patience, sens du contact humain et de la négociation sont autant de qualités exigées pour ce poste.

#### Respectueux et assermenté
Soumis au respect de règles professionnelles et déontologiques très strictes, le mandataire judiciaire prête serment dès son accès à la profession. Il exerce sa mission dans la plus grande confidentialité et ne doit pas avoir d'intérêts communs avec le dirigeant (ou les créanciers). Il lui est expressément interdit d'exercer en parallèle une autre profession, afin d'éviter les conflits d'intérêts.

### Informations communiquées par le débiteur au mandataire judiciaire
Dès l'ouverture le débiteur est tenu de lui signaler tous ses établissements de lui en faciliter l'accès, il lui fournit les documents relatives au personnel et aux indemnités à payer, ainsi que l'inventaire de son patrimoine la liste de ses créanciers du montant de ses dettes et des principaux contrats en cours.

### Une fois les informations en mains
Il tient informé le ministère public du déroulement de la procédure, avec un rapport dans les 2 mois après l'ouverture du dossier.Il doit aussi informer et consulter les créanciers.

### Déclaration des créances
Dès la publication du jugement les créanciers, à l'exception des salariés, lui adressent leur créances dans un délai de 2 mois. Il doit alors avertir les créanciers dans les 15 jours suivant l'ouverture du dossier d'avoir déclarer leur créances. Quand le délai de déclaration des créances arrive a son terme il procède avec le débiteur a la vérification des créances.

### Fin de la mission
Il reste en fonction jusqu’à la vérification définitive de l'état des créances. Il fait un compte rendu de sa mission au juge-commissaire, qui met fin à celle-ci.

## Variété de missions
Il est conféré au mandataire judiciaire plusieurs missions:

### Mandatairead hoc
Le mandat ad hoc fait partie des procédures préventives, avec la conciliation, étant mis à la disposition des entreprises en crise qui pourrait compromettre la pérennité de leur exploitation. En fait, ce sont des procédures de règlement amiable des difficultés des entreprises.
Ce mandat permet au dirigeant d'une entreprise de négocier ses dettes de manière confidentielle. Le mandataire ad hoc est désigné, sur requête du dirigeant, par le Président du Tribunal de Commerce ou de Grande Instance compétent en fonction de la localisation du siège de l'entreprise. En revanche, pour bénéficier de ce mandat, il ne faut pas que l'entreprise e trouver en état de cessation des paiements vis-à-vis de ses créanciers.
L'objectif de la procédure est de trouver un accord entre l'entreprise et se créanciers majoritaires afin qu'il puisse surmonter les difficultés que rencontrent son entreprise, tout en prenant en compte l'intérêt des créanciers. Il résulte souvent de ces négociations un échelonnement des dettes. 

### Conciliateur
Comme le mandat ad hoc, la procédure de conciliation est instituée devant le Tribunal de Commerce pour tout débiteur qui exerce une activité commerciale ou artisanale qui éprouvent une difficulté juridique, économique ou financière, avérée ou prévisible, mais qui, ne se trouvent pas en cessation des paiements depuis plus de quarante-cinq jours. Elle n'opère aucun dessaisissement du dirigeant mais une simple assistance limitée.
Le Président du Tribunal désigne un conciliateur pour une période qui ne peut aller au-delà de quatre mois. 
Son objectif est de mettre en place des mesures afin de remédier aux difficultés de l'entreprise concernée.
Seul le rejet de la demande de désignation d'un conciliateur ou de la prolongation de sa mission, est susceptible de recours, de la part du demandeur. Le débiteur peut faire appel du rejet de la demande de désignation dans un délai de 10 jours suivant la notification de l'ordonnance. Le Président a 5 jours pour se rétracter.
Le conciliateur, selon les termes de sa mission, exerce dans la plus grande confidentialité.
L'accord peut être confidentiel et est alors constaté par une ordonnance du président lui donnant force exécutoire.
L'accord peut également être soumis à publicité à la demande du chef d'entrepris, il est alors homologué par un jugement du tribunal à condition qu'il ne porte pas atteinte aux intérêts des créanciers non signataires. L'homologation de l'accord confère un privilège pour les aides nouvelles.

### Séquestre
Le séquestre intervient en cas de difficulté sur l'attribution d'une somme d'argent, comme un prix de vente ou une indemnité.
Le mandataire judiciaire est alors nommé par l'autorité judiciaire ou désigné par convention entre les parties.
Au titre de séquestre, il est responsable de la bonne représentation des fonds et de la bonne répartition des fonds quand telle est sa mission, d'où l'intérêt d'avoir recours à un mandataire judiciaire, professionnel des répartitions.
Néanmoins, tout règlement erroné est susceptible d'engager la responsabilité du séquestre. 

### Liquidateur amiable
Dans ce cas, le mandataire est chargé de la liquidation d'une société, d'une association ou d'une entreprise individuelle, pour une raison autre qu'un état de cessation des paiements ou une saisine d'office par le Tribunal.
Premièrement, sa désignation est généralement effectuée de manière interne mais il arrive parfois qu'il soit désigné judiciairement sur requête de l'entité juridique concernée auprès du Tribunal compétent.
Secondement, en tant que liquidateur, il représente la société dans tous ses actes et réalise l'actif de la société et paie les créanciers, tout cela en rendant compte de sa mission aux associés.
Si l'actif ne permet pas de payer le passif, il doit établir une déclaration de cessation des paiements auprès du Tribunal compétent et ce sans retard.
Enfin le liquidateur amiable est responsable civilement (et pénalement) des fautes qu'il pourrait commettre d'où l'intérêt supplémentaire d'avoir recours à un Mandataire judiciaire, professionnel des liquidations (et non pas l’un des associés). En revanche, tout paiement préférentiel est susceptible d'engager la responsabilité du liquidateur amiable.

### Commissaire à l'exécution du plan
Le commissaire à l'exécution du plan est chargé de deux missions principales: la surveillance de plan de sauvegarde ou de redressement, et la défense des intérêts des parties en cause.
Dépassant une fonction de simple surveillance, le commissaire à l'exécution du plan a un rôle actif car procède lui-même au recouvrement des provisions versées par le débiteur entre ses mains et aux répartitions des dividendes aux créanciers, .
Il dispose d'une diversité d'actions et d'initiatives auprès du débiteur afin de favoriser la bonne exécution du plan.
Il informe le Tribunal de la bonne exécution de l'ensemble des obligations contenues dans le jugement de plan au moins une fois par an. Il établit un rapport annuel sur la situation de l'entreprise et l'exécution par celle-ci des engagements et obligations du plan.
Il continue de suivre aux côtés du débiteur redevenu in bonis, les procédures et instances engagées dans le cadre de la procédure collective et non achevées à l'issue de la période d'observation.
Il ne représente pas le débiteur qui, ayant retrouvé la totalité de ses pouvoirs, doit régler ses dettes personnelles; de même, il ne peut se substituer au Liquidateur amiable ou au Mandataire ad hoc.

### Liquidateur judiciaire
En cas de conversion de la sauvegarde ou du redressement judiciaire en liquidation judiciaire c'est bien le mandataire judiciaire qui agit.
Le mandataire est alors chargé, toujours par le tribunal, de procéder à la liquidation judiciaire du débiteur, à la vérification des créances si l'actif est suffisant, aux licenciements, aux réalisations d'actifs, voire à la cession totale ou partielle de l'entreprise. Il répartit donc l'éventuel disponible auprès des créanciers suivant l'origine des fonds et suivant le rang de chaque créancier. Il a ainsi le monopole de la défense de l'intérêt collectif des créanciers.
Le tribunal statue sur la clôture de la liquidation judiciaire sur le rapport du liquidateur.
Le liquidateur dépose un compte rendu de fin de mission dans les deux mois de la fin de sa mission, contenant notamment la reddition des comptes.

## Lieux d'exercice et statuts
Les mandataires judiciaires peuvent exercer dans différents lieux et ainsi disposer de différents statuts.

### Sous statut libéral
Le mandataire est membre d'une profession libérale. Dans la majorité des cas, le mandataire a un statut libéral et est placé sous le contrôle des tribunaux (civils ou commerciaux) qui le désignent donc, et du procureur de la République.  
A contrario des auxiliaires de justice tels que les avocats ou les notaires, le mandataire n'a pas de clientèle propre. Il travaille le plus souvent en solitaire mais peut s'associer avec d'autres confrères au sein d'une société civile professionnelle. 

### Sur tout le territoire
Les mandataires judiciaires emploient près de 3 000 salariés sur l'ensemble du territoire national sous forme de groupes d'une dizaine de collaborateurs.

### Avec des interlocuteurs variés
S'il représente plus particulièrement les créanciers, le mandataire judiciaire est cependant en contact permanent avec les chefs d'entreprise, les banquiers, les avocats, les experts-comptables et les commissaires aux comptes.

## Contrôle
Les mandataires judiciaires comme les administrateurs judiciaires sont inscrits sur deux listes nationales gérées par deux commissions d'inscription et de discipline.
Ces commissions administratives sont compétentes pour prononcer toute sanction en cas de manquement des administrateurs judiciaires et des mandataires judiciaires à leurs obligations professionnelles.

## Salaire
La rémunération de cette profession est très réglementée. Elle est fixée par le président du tribunal et correspond au tarif fixe et aux frais proportionnels au nombre de salariés et aux créances traitées.
Le salaire peut varier entre 1 500 et 4 000 euros nets par mois, il est réglementé et fixé par le président du tribunal lorsque les mandataires judiciaires sont désignés.

## Chiffres clés
Au 25 juillet 2016, le ministère de la Justice comptait en France 127 administrateurs judiciaires et 300 mandataires judiciaires. Au 1er janvier 2016, 252 étaient associés, 178 exerçaient en nom propre. Il existait 143 sociétés dont 86 SELARL, 45 SCP, 11 SELAS et 1 SELAFA.
Depuis leur nombre a varié et les mandataires étaient en 2024 presque deux fois plus nombreux que les administrateurs ; au 1er janvier 2024 il y avait :
- 166 administrateurs judiciaires (dont 17 salariés), soit +40,7 % en 10 ans ;
- 309 mandataires judiciaires (dont 17 salariés), soit +1 % en 10 ans.

Nota : depuis 2015, le statut de salarié est obligatoire pour les professions d’administrateur judiciaire et de mandataire judiciaire,.
C'est une profession traditionnellement plutôt âgée (en 2024, 53,1 % des mandataires judiciaires et 40,4 % des administrateurs judiciaires sont âgés de 50 ans ou plus). C'est aussi un métier traditionnellement masculin, mais en dix ans (2014-2024), la part des hommes parmi les administrateurs et mandataires judiciaires a diminué, passant de 84 % à 69 % pour les premiers et de 77 % à 64 % pour les seconds, témoignant d'une tendance vers l'équilibre : au 1er janvier 2024, on recensait 163 femmes parmi les professionnels (34 %). La part des femmes est plus importante de 5 points chez les mandataires judiciaires (36 %) que chez les administrateurs (31 %). Dix ans plus tôt (au 1er janvier 2014) il n'y avait que 23 % de femmes chez les Mandataires et 16 % chez les administrateurs ; elles sont plus nombreuses parmi les salarié(e)s.

## Ouvrages
- Droit et Pratique des Procédures Collectives 2021/2022, Pierre-Michel LE CORRE, Dalloz Action, Onzième Édition,  (ISBN 978-2-247-19834-4), 3287 p.